# Antonín Prachař
Antonín Prachař (ur. 14 grudnia 1962 w m. Uherské Hradiště) – czeski przedsiębiorca i polityk, w 2014 minister transportu.

## Życiorys
Z wykształcenia inżynier, w 1986 ukończył studia w VŠDS w Żylinie. Od początku lat 90. związany z sektorem prywatnym, założył i kierował przedsiębiorstwem specjalizującym się w spedycji i transporcie międzynarodowym. W latach 2010–2011 był wiceprezesem ČESMAD BOHEMIA, czeskiego zrzeszenia przewoźników drogowych.
W 2012 wstąpił do partii ANO 2011. W styczniu 2014 z jej rekomendacji objął stanowisko ministra transportu w koalicyjnym rządzie Bohuslava Sobotki. W październiku tegoż roku bez powodzenia kandydował do Senatu, przegrywając w drugiej turze. W listopadzie 2014 zrezygnował z urzędu ministra. Powrócił następnie do działalności biznesowej, stając na czele kontrolowanej przez siebie spółki prawa handlowego.
W 2018 jako bezpartyjny kandydat rekomendowany przez ruch Burmistrzowie i Niezależni uzyskał mandat radnego Przerowa. W 2020 ponownie bez powodzenia ubiegał się o mandat senatora.